# Щитоноска пёстрая
Щитоноска пёстрая (лат. Pilemostoma fastuosa) — жук подсемейства щитоносок из семейства листоедов.

## Распространение
Ареал: с западной Палеарктики на восток до Монголии, за исключением Северной Африки.

## Экология и местообитания
Кормовые растения — астровые (Asteraceae): девясил (Inula), блошница дизентерийная (Pulicaria dysenterica), блошница обыкновенная (Pulicaria vulgaris) и крестовник Якова (Senecio jacobaea).

## Вариетет
- Cassida fastuosa var. delicatula Weise, 1893
- Cassida fastuosa var. nigrina Weise, 1893
- Cassida fastuosa var. variabilis